# Gördelrovfluga
Gördelrovfluga (Laphria ephippium) är en tvåvingeart som först beskrevs av Fabricius 1781.  Gördelrovfluga ingår i släktet Laphria och familjen rovflugor. Enligt den svenska rödlistan är arten sårbar i Sverige. Arten förekommer i Götaland. Arten har tidigare förekommit i Svealand men är numera lokalt utdöd. Artens livsmiljö är skogslandskap. Inga underarter finns listade i Catalogue of Life.

## Bildgalleri

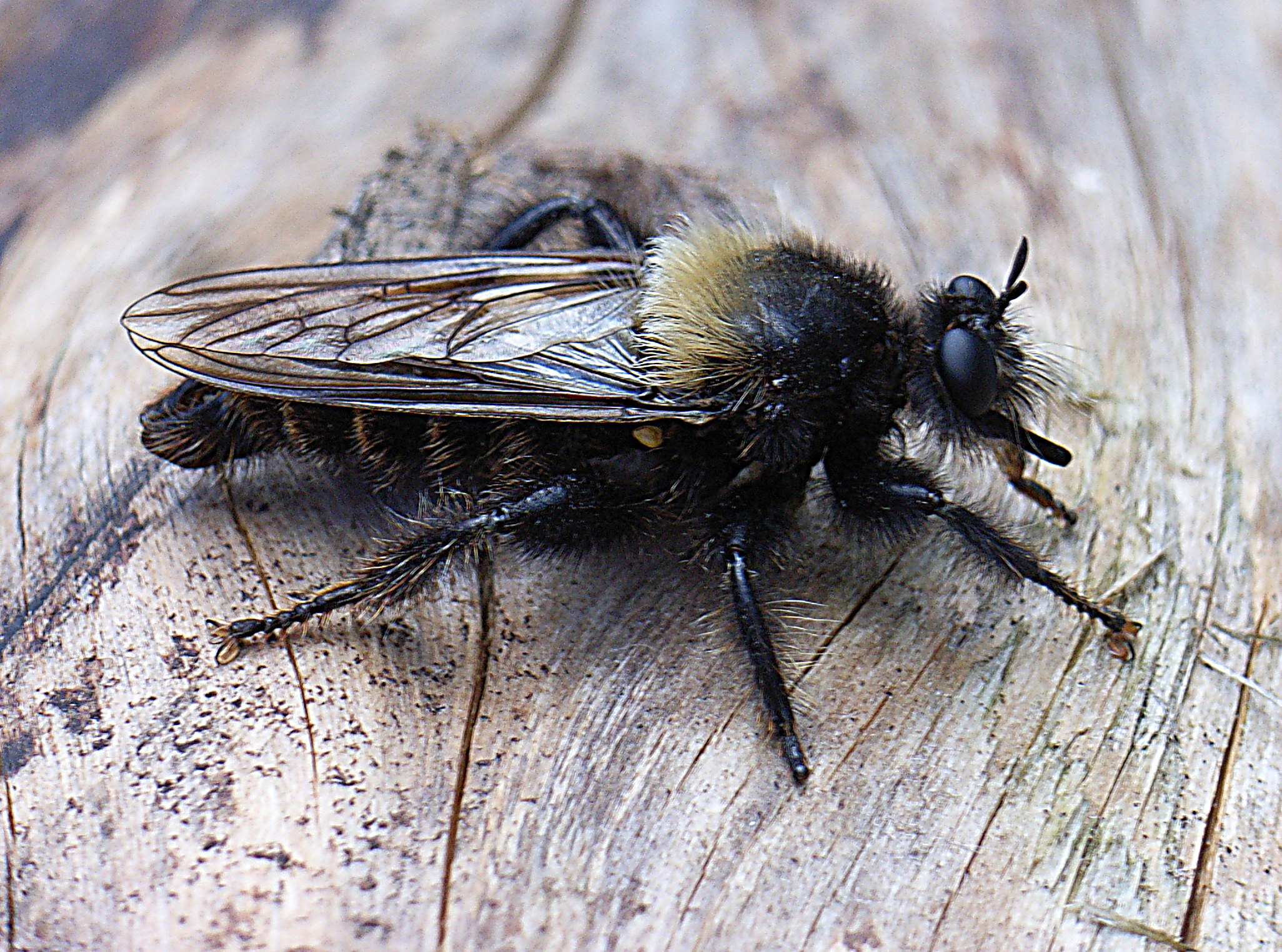